# Сазерленд, Элизабет, 10-я графиня Сазерленд
Элизабет Сазерденд (англ. Elizabeth Sutherland, 10th Countess of Sutherland; умерла в сентябре 1535 года) — шотландская аристократка, 10-я графиня Сазерленд, унаследовавшей графство Сазерленд после того, как её брат Джон Сазерленд, 9-й граф Сазерленд, умер в 1514 году.

## Ранняя жизнь
Единственная известная дочь Джона Сазерленда (? — 1508), 8-го графа Сазерленда (1460—1514). Её отец скончался в 1508 году. Первоначально ему наследовал его сын Джон Сазерленд, 9-й граф Сазерленд (1508—1514). Однако, унаследовав психическое заболевание своего отца, 9-й граф объявил, что его сестра Элизабет и её муж Адам Гордон и их дети являются его ближайшими наследниками. 9-й граф Сазерленд скончался в 1514 году, и поэтому ему наследовали его сестра Элизабет и её муж Адам Гордон. Адам Гордон был младшим сыном Джорджа Гордона, 2-го графа Хантли (? — 1501), главы клана Гордон.
По данным историка сэра Роберта Гордона, 1-го баронета (XVII век), который сам был младший сын Александра Гордона, 12-го графа Сазерленда, Элизабет Сазерленд и Адам Гордон поженились в 1500 году. По данным другого шотландского историка Уильяма Фрейзера (XIX век), Анабелла, мать Адама Гордона, была младшей дочерью короля Шотландии Якова I Стюарта. По словам Фрейзера, только в 1509 году Адам Гордон, похоже, начал вмешиваться в дела графства Сазерленд, что, по словам Гордона, было связано с умственной слабостью 9-го графа Сазерленда, и это вмешательство, вероятно, не было необходимым во времена 8-го графа Сазерленда.

## Спор о графстве Сазерленд
Джон Сазерленд, 9-й граф Сазерленд, скончался в июле 1514 года, и только 3 октября 1514 года его сестра Элизабет стала его наследницей. О своих претензиях на графство в судебной комиссией в Инвернессе заявил её младший брат Александр Сазерленд, который послал своего «брата» мистера Роберта Манро в качестве прокурора, чтобы возразить против разбирательства. Сэр Роберт Гордон, 1-й баронет, признал Александра Сазерленда законным наследником графства. Среди утверждений, выдвинутых прокурором Александра Сазерленда, было то, что сам Александр Сазерленд не мог безопасно приехать в Инвернесс, чтобы выступить против из-за графа Хантли. И Адам Гордон, и граф Хантли затем заверили, что Александр Сазерленд должен быть в безопасности доставлен в Инвернесс. Однако он, похоже, все ещё не присутствовал. Единственное требование, которое сделал Роберт Манро, касалось предполагаемого существования наследства по королевской хартии на земли и графство Сазерленд, но он не смог предъявить эту хартию, и поэтому судьи, соответственно, приступили к рассмотрению спора. 30 июня 1515 года Элизабет Сазерленд была признана собственницей земель и титула, после чего она и её муж сразу же стали известны как граф и графиня Сазерленд. Адам Гордон назвал себя графом Сазерлендом в письме в пользу сэра Роберта Макрейта в качестве капеллана церковных земель Св. Андрея в Голспи.
По словам сэра Роберта Гордона, Адам Гордон, граф Сазерленд, испытывающий большие проблемы в своих владениях, подружился с Джоном Синклером, 3-м графом Кейтнессом. Далее он говорит, что, пока Адам был в Стратбоге (прежнее название дома его семьи Хантли), Александр Сазерленд, претендент на графство Сазерленд, захватил замок Данробин, который был резиденцией графа и графини Сазерленд. Однако, по словам Томаса Фрейзера, согласно узам дружбы с графом Кейтнессом, датированным сентябрем 1516 года, Александр Сазерленд в то время фактически владел замком Данробин. В соглашении одним из пунктов графа и графини Сазерленд было то, что граф Кейтнесс должен как можно скорее вернуть замок Данробин из рук Александра Сазерленда. Граф Кейтнесс также должен был поддерживать и защищать графа и графиню Сазерленд в их владении графством. Они также обязались поддерживать и защищать Кейтнесс в его графстве. Если замок Данробин не удастся быстро завоевать, то граф и графиня Сазерленд должны были укрыться в любой крепости, которую граф Кейтнесса мог предоставить им на своей территории.
Как далеко было выполнено соглашение, не ясно, но с марта 1517 года до февраля 1518 года Александр Сазерленд находился в Эдинбурге, либо в Эдинбургском замке, либо под частной опекой, но, похоже, это было вызвано не графом Кейтнессом, а графом Хантли, который был шерифом Инвернесс-шира. Александр Сазерленд конфисковал и присвоил королевские взносы для собственного использования, и именно за это преступление он был заключен в Эдинбургский замок.
По словам сэра Роберта Гордона, в 1517 году его сестра Элизабет убедила Александра Сазерленда оказать сопротивление их врагу Джону Маккею, 11-му Стратнаверу, и что он победил его в битве при Торран-Дабхе в Сазерленде. более поздний историк Однако Уильям Фрейзер оспаривает эту версию событий, поскольку можно доказать, что Александр Сазерленд находился в тюрьме в 1517 году, когда, как предполагается, произошло сражение, и он не был освобожден до 1518 года. Согласно историку начала 20-го века Ангусу Маккею, битва при Торран-Ду фактически произошла в 1517 году между кланом Маккей при поддержке клана Мэтисон и Полсон против Мюрреев из Аберскросса, клана Росс и клана Ганн, и он привел историческую рукопись Ганнов, чтобы подтвердить эту теорию.
По словам Гордона, в 1518 году Александр Сазерленд снискал большую благосклонность как графа Кейтнесса, так и Джона Маккея, на сестре которого он женился. Пока Адам Гордон находился в Стратбоги, Александр Сазерленд захватил замок Данробин, но позже он был отбит, хотя ему уже удалось бежать. Александр Сазерленд был убит войсками Гордонов в последующей битве при Алтачуилейне в 1519 году.

## Графиня Сазерленд
В 1524 году граф Адам и графиня Сазерленд проживали в Элгине, где они предоставили хартию на земли Пронси, Пронси-наин, Эвеликс и другие Уильяму Сазерленду из Даффуса. Ещё один приказ был выдан ими Джону Киннэрду на земли Скелбо и других.
Элизабет, графиня Сазерленд, умерла в сентябре 1535 года в Абойне и была похоронена там. По словам сэра Роберта Гордона, она была «леди здравого смысла и большой скромности». Её муж Адам Гордон умер 17 марта 1537—1538 года также в Абойне и был похоронен рядом со своей женой.

## Семья
У Элизабет, графини Сазерленд и её мужа Адама Гордона были следующие дети:
- Александр Гордон, мастер Сазерленд (ок. 1505—1530), умерший раньше своих родителей. Его сыном был Джон Гордон, 11-й граф Сазерленд (1525—1567).
- Джон Гордон, у которого осталась дочь, вышедшая замуж за Джорджа Гордона из Кохларачи.
- Адам Гордон, который жил в Абойне и был убит в битве при Пинки в 1547 году. У него остался незаконнорожденный сын Адам Гордон из Голспи-Кирктона, который умер в 1626 году.
- Гилберт Гордон из Гарти, который упоминается в хартии Джона, графа Сазерленда в 1563 году. Он женился на Изабель Синклер, дочери лэрда Данбита, оставив двух сыновей, Джона и Патрика, и нескольких дочерей. Его жену обвинили в отравлении Джона, графа Сазерленда, в 1568 году. У него также был незаконнорожденный сын, Джордж Гордон из Марла в Страт-Улли.
- Беатрикс, названная дочерью Робертом Гордоном, вышла замуж за лэрда Гормака[4] .
- Элеонора, названная дочерью Робертом Гордоном, вышла замуж, во-первых, за Гордона из Тиллоуди и, во-вторых, за Джорджа Гордона из Крейга[4] .
- Элизабет (согласно сэру Роберту Гордону), вышла замуж за лэрда Летинита[4].
- Неназванная дочь, упомянутая Гордоном, вышла замуж за лэрда Лейса и Биркенбога[4] .
- Незаконнорожденная дочь, вышедшая замуж за Джона Робсона, вождя клана Ганн[5].